# Каза Натикија (Перуђа)
Каза Натикија је насеље у Италији у округу Перуђа, региону Умбрија.
Према процени из 2011. у насељу је живело 64 становника. Насеље се налази на надморској висини од 335 м.